# La Oliva

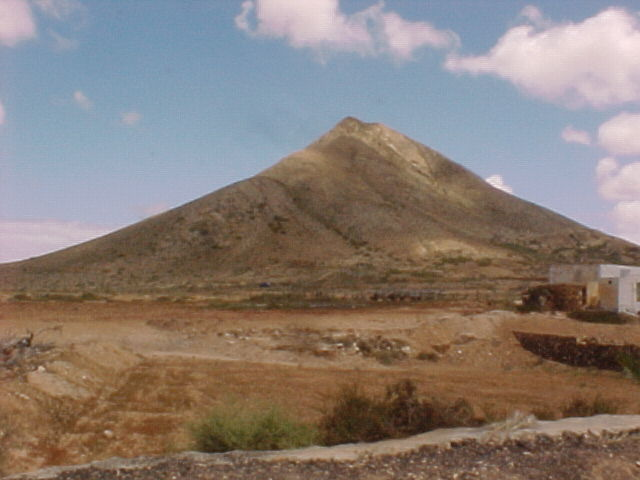
Montaña de Tindaya

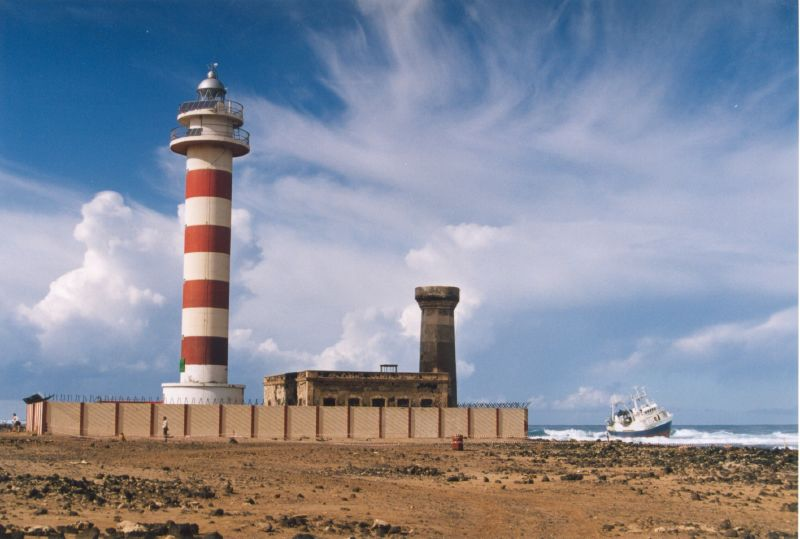
Leuchtturm bei El Cotillo

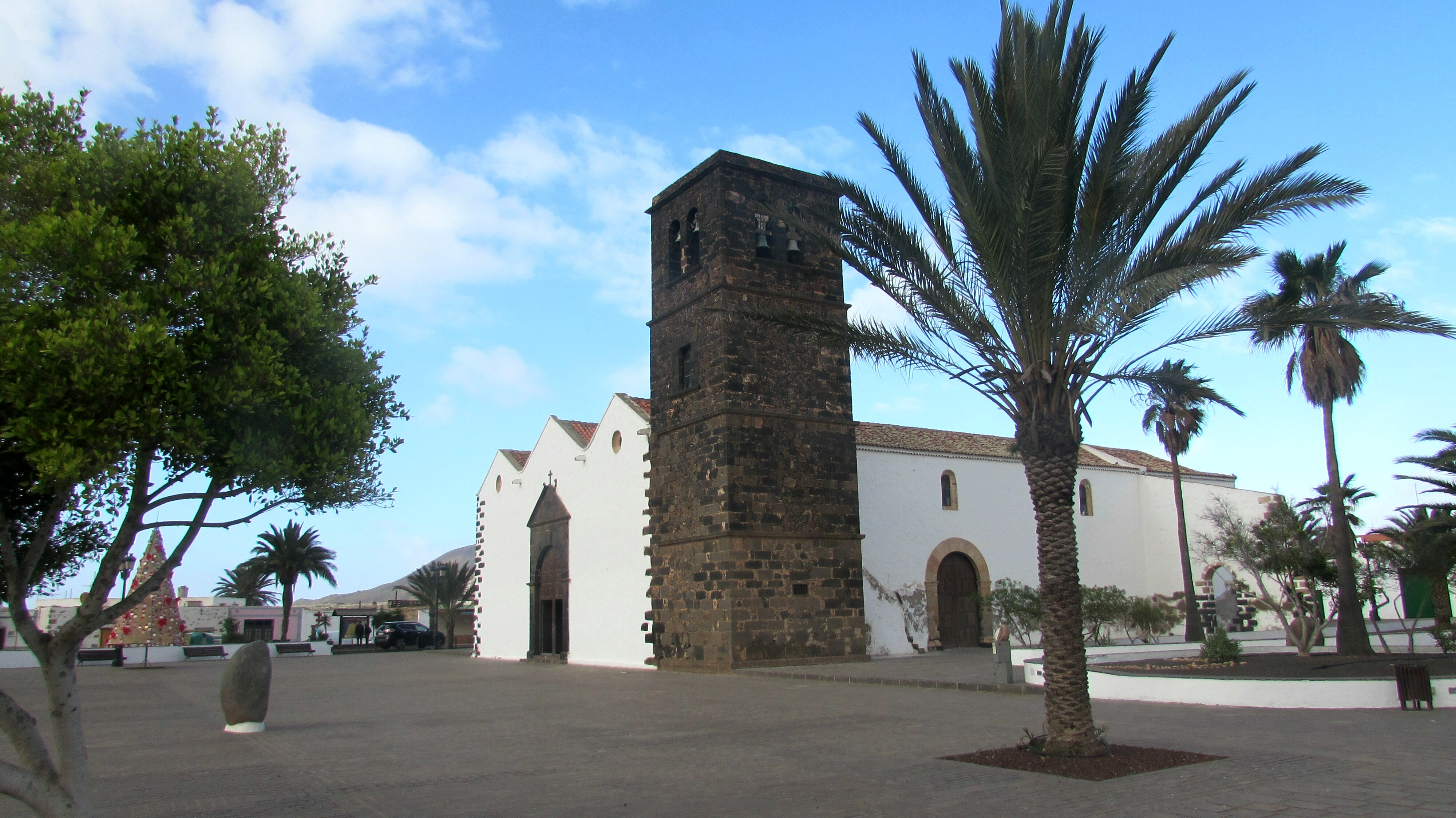
Kirche in La Oliva

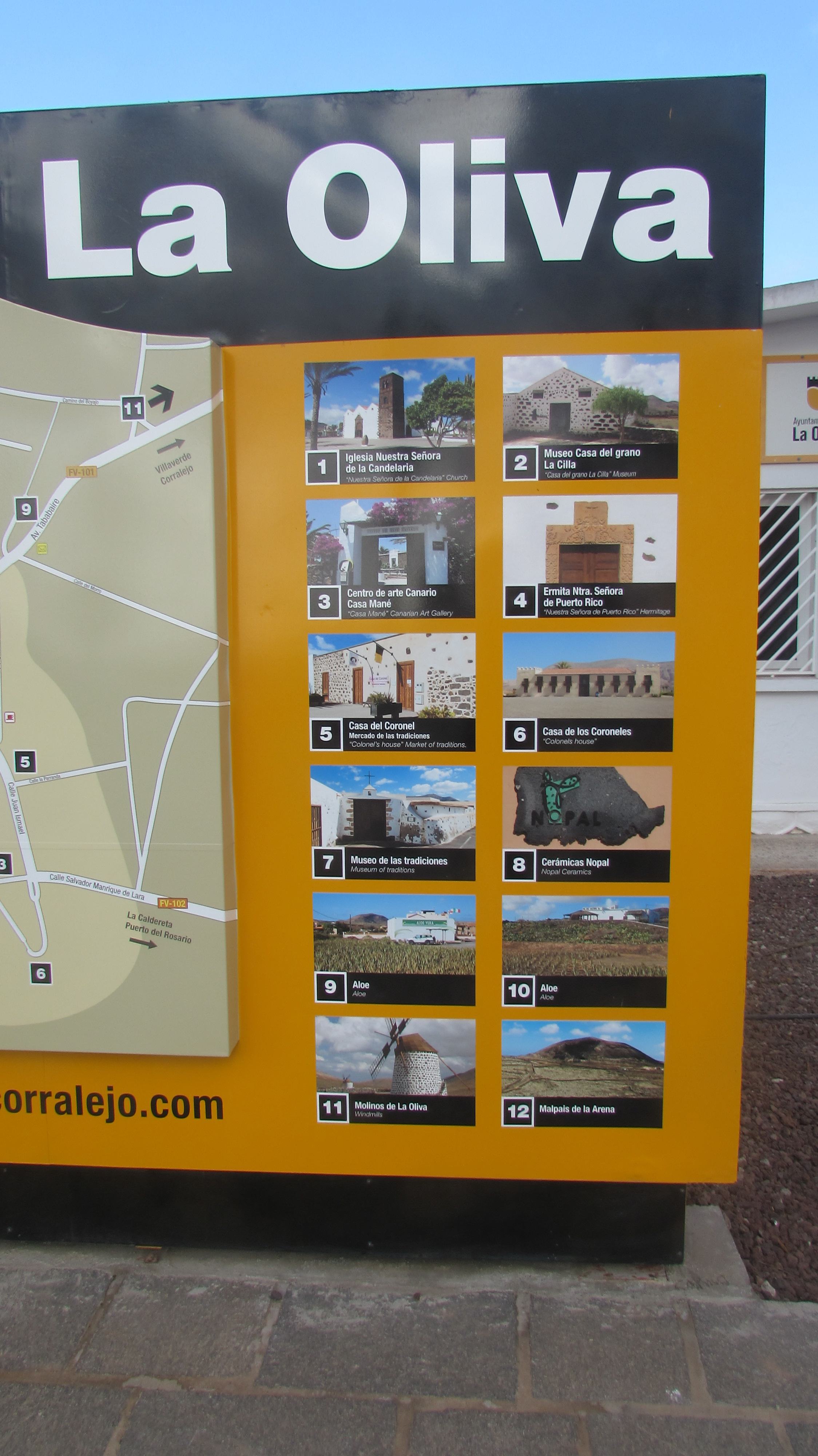
Hinweistafel in La Oliva

La Oliva ist eine der sechs Gemeinden der Kanareninsel Fuerteventura. Verwaltungszentrum ist der gleichnamige Ort. Zum Gemeindegebiet gehört auch die unbewohnte Insel Lobos.

## Orte der Gemeinde und Bevölkerung
Die Bevölkerungsentwicklung der Gemeinde La Oliva ist direkt abhängig von der touristischen Erschließung der Sandstrände im Gemeindeteil Corralejo seit den 1980er Jahren. Corralejo weist alleine etwa die Hälfte der Bevölkerung auf.
Die Bevölkerungszahlen in Klammern stammen aus dem Jahr 2011.
- Corralejo (14.914)
- Lajares (1.690)
- Villaverde (1.679)
- La Oliva (1.354)
- Parque Holandes (1.075)
- El Cotillo (1.126)
- Tindaya (602)
- El Roque (231)
- Vallebron (114)
- Caldereta (129)
- Majanicho (35)
- Isla de Lobos (4)

| Jahr | 2021   | 2011   | 2001   | 1991  | 1970  | 1950  | 1930  | 1910  | 1897  | 1842  |
| ---- | ------ | ------ | ------ | ----- | ----- | ----- | ----- | ----- | ----- | ----- |
| Zahl | 27.503 | 22.827 | 10.548 | 5.235 | 2.557 | 2.875 | 2.712 | 2.761 | 2.317 | 2.132 |

## Geschichte
Der Name La Oliva („Die Olive“) soll von dem reichlichen Vorkommen des wilden Olivenbaums (Olea europaea) her stammen. 1708 war La Oliva der Sitz der Militärkommandantur. 1711 bekam der Ort eine eigene Pfarrei. Einige Jahre wurde Fuerteventura von La Oliva aus verwaltet. Diese Stellung verlor die Stadt jedoch 1860 an Puerto de Cabras, das heutige Puerto del Rosario.

## Landschaft
Der Montaña de Tindaya mit 401 msnm war der heilige Berg der Majoreros.
Der jüngste Vulkan der Insel ist der 420 Meter hohe Montaña de la Arena, der vor etwa 10.000 Jahren ausgebrochen ist, seine Lava ist bis Lajares geflossen. Die jüngste oder vierte Serie von Ausbrüchen ist daran erkennbar, dass noch keinerlei Kalkverkrustung und nur eine sehr geringe Verwitterung stattgefunden hat. So wird dieses Land auch Malpaís (unkultivierbares Land) genannt. Die vorhergehende dritte Ausbruchsserie fand ungefähr vor 690.000 Jahren statt.
In der Gemeinde La Oliva findet man die schwarzen Picón-Abraumhalden. Hier hat General Franco im Rahmen eines Hilfsplanes der Regierung für die unterentwickelte Insel in den 1950er Jahren den Tagebau des für die Bewässerung wichtigen Lavagranulats gefördert.
Das Dünengebiet südlich von Corralejo ist seit 1982 unter Naturschutz und bildet den Naturpark Parque Natural de Corralejo. Seit 1987 gehört auch die unbewohnte Insel Lobos dazu.
Im Namen des Ortes Villaverde steckt der Begriff verde (grün), denn dieses Dorf ist erstaunlich grün. Es liegt in 200 Metern Höhe, im Feuchtigkeit bringenden Nord-Ost-Passat. Der Picón oder Lapilli, ein kleiner, poröser Stein, kann die Feuchtigkeit speichern. Diese Art des Feldanbaus nennt man Enarenado.

## Sehenswürdigkeiten

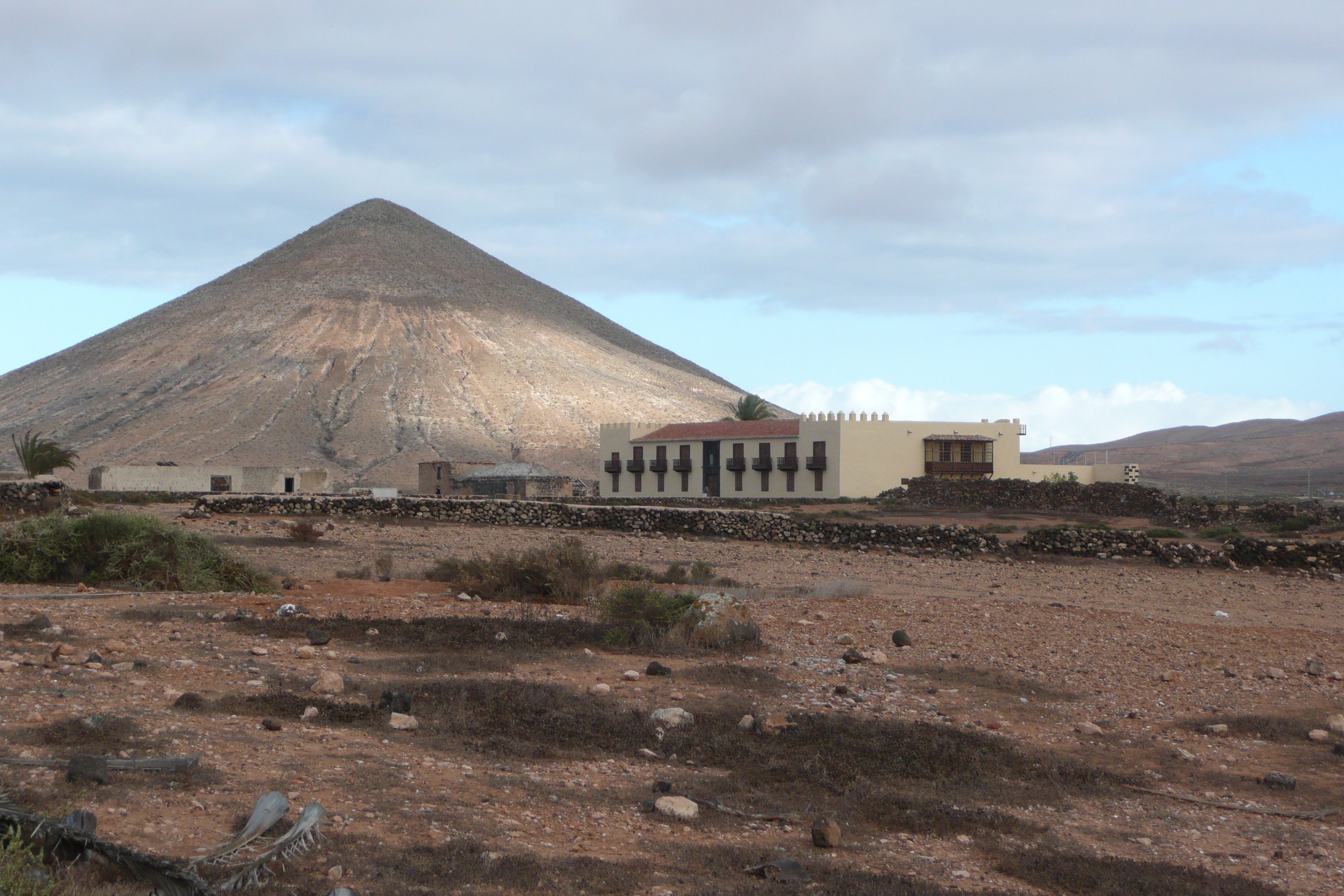
Die Casa de los Coroneles bei La Oliva

- Der Herrensitz Casa de los Coroneles wurde im 17. Jahrhundert am Ortsrand von La Oliva im typisch spanischen Kolonialstil errichtet. Ihn schmücken prächtige Holzbalkone und seitliche Türme mit Zinnen, über dem Portal prangt das Wappen der Familie Cabrera Bethencourt. 1994 erwarb die kanarische Regierung das leerstehende und denkmalgeschützte[7] Anwesen. Es ist seit 2006 zu einem Kulturzentrum mit Museum und historischem Archiv geworden.
- Die dreischiffige Pfarrkirche Iglesia de Nuestra Señora de la Candelaria aus dem 18. Jahrhundert mit großem Glockenturm gehört zum Stadtbild. Sie ist aus der ersten Kapelle zu Ehren der Virgen del Rosario hervorgegangen. Zu besichtigen ist das Bild des Jüngsten Gerichts, etwa 3 × 4 Meter groß, das 1732 vom Sohn des Gründers der Casa de los Coroneles gestiftet wurde. Seit 1993 steht die Kirche unter Denkmalschutz.[8]
- Das Kulturzentrum Centro de Arte Canario in der Casa Mané ist ein von Manuel Delgado Camino (Mané) gestiftetes, restauriertes Herrenhaus für die Werke junger kanarischer Künstler. Der weitläufige Garten der Casa Mané mit Opuntien und jungen Palmen ist ein Kunstwerk für sich.
- Das Museo del Grano La Cilla ist ein im Kornspeicher Casa de la Cilla untergebrachtes Landwirtschaftsmuseum.
- Die etwa 600 Meter lange Lavahöhle Cueva Del Llano de Villaverde[9] war öffentlich zugänglich, ist jedoch seit mehreren Jahren aufgrund Einsturzgefahr gesperrt[10]. Die Fläche über der Höhle ist mit Natursteinen und einem Ausstellungsraum ausgestattet. Aus naturhistorischer Sicht erwähnenswert sind die in der Höhle entdeckten, versteinerten Reste von Wirbeltieren sowie eine dort lebende, endemische Spinnenart.[11]
- Im Museo Casa Marco in Villaverde bekommt man die inseltypischen Produkte wie Kaktuslikör, Maulbeermarmelade, Majorero-Käse, Feigen und Töpferarbeiten.
- Die Kapelle in Vallebrón aus dem 18. Jahrhundert ist der Señora de los Dolores und San Miguel Arcángel geweiht. Sie steht unter Denkmalschutz.[12]

## Verkehr
Mit dem Hafen in Corralejo besitzt die Gemeinde La Oliva einen wichtigen Fährhafen mit Verbindungen unter anderem nach Lanzarote und Lobos.